# Basilique Notre-Dame de Montaigu
Pour les articles homonymes, voir Basilique Notre-Dame et Notre-Dame.
La basilique Notre-Dame de Montaigu (en néerlandais : basiliek van Onze-Lieve-Vrouw van Scherpenheuvel) est un édifice religieux catholique situé à Montaigu dans la commune belge de Montaigu-Zichem, en Brabant flamand.
Un culte marial s'est développé au Moyen Âge autour d'une statue de la Vierge Marie dans un chêne, puis dans une modeste chapelle ; elle a été remplacée au début du XVIIe siècle par l'église actuelle, de style baroque, consacrée en 1627 et élevée au rang de basilique mineure en 1922. Le sanctuaire est un lieu de pèlerinage marial très fréquenté.

## Historique

### Origine: culte marial et pèlerinage
Le culte marial s'est organisé sur le Mont aigu, une petite colline escarpée (Scherpen heuvel en néerlandais) entre Zichem et la baronnie de Diest : au sommet de la colline, une petite statue de la Vierge Marie était fixée à un chêne ayant l’apparence d’une croix ; de visites en processions un culte s'est développé au cours des années, accru par diverses histoires, notamment celle du berger qui, voulant s’approprier la statue, fut cloué au sol jusqu'à ce que son maître s'inquiète et aille le rechercher : ce n'est qu'en remettant la statue à sa place d'origine dans l'arbre que le berger a été libéré.

### Construction d'une église collégiale
En 1602, la statue est retirée du chêne et installée dans une petite chapelle en bois à proximité ; la chapelle s'avère trop petite et est remplacée par un petit édifice en pierre, dont la première pierre est posée le 13 juillet 1603 par Frédéric de Bergh au nom des archiducs Albert et Isabelle. Les archiducs effectuent leur premier pèlerinage à Montaigu  le 20 novembre 1603 ; ce pèlerinage devient annuel, en mai ou en juin et dure les neuf jours d'une neuvaine.
Le culte de Montaigu est approuvé en 1604 par Matthias Hovius, archevêque de Malines, après une enquête officielle confiée à Philips Numan, secrétaire de la ville de Bruxelles ; Numan publie en 1604 à Bruxelles chez Rutger Velpius le résultat de ses recherches, un recueil de miracles attribués à l'intercession de la Vierge de Montaigu, en néerlandais : Historie van de miraculen die onlancx in grooten detale ghebeurt zyn door de intercessie ende voorbidden van die Heylighe Maget Marie ope en plaatse genoemt Scherpenheuvel, et en espagnol : Historia de los milagros que en Nuestra Señora de Monteagudo cerca de Sichen en el ducado de Brabante, nuestro Señor ha sido servido de orbrar. En 1605, Juste Lipse en donne une version en latin, Diva Virgo Apricollis nova ejus beneficia et admiranda in ordinem selecta, publiée à Anvers chez Jan Moretus ; l'ouvrage provoque une controverse avec les érudits protestants : George Thompson, professeur à l'université de St Andrews, en publie en 1606 à Londres une réfutation sous le titre Vindex veritatis. Adversus Justum Lipsium libri duo … Posterior Sichemiensis id est idoli Apriscollis et deae ligneae miracula convellit.
Les archiducs Albert et Isabelle annoncent le 28 avril 1607 leur décision de construire une église de grande taille ; la première pierre en est posée par eux le 2 juillet 1609. Elle est consacrée par l'archevêque de Malines Jacobus Boonen en juin 1627, alors que le clocher est encore inachevé. Sa gestion en collégiale est confiée par l'évêque d'Ypres Josse Bouckaert à des prêtres de l'ordre des Oratoriens ; ils construisent un couvent derrière l'église, en reliant les deux bâtiments par un long couloir.

### Vicissitudes de l'histoire
Montaigu resta un lieu très populaire de pèlerinages. Les Oratoriens se sont occupés du sanctuaire jusqu'à ce que la République française annexe les Pays-Bas autrichiens et supprime tous les monastères ; l'église retrouve alors le statut d'église paroissiale. Lors des troubles qui suivirent l’occupation par les troupes françaises en 1797 et après, la ville eut à subir beaucoup de dégâts ; les Oratoriens qui desservaient l’église et recevaient les pèlerins furent chassés, et l’église pillée.
Le culte a été solennellement rétabli lors d’une cérémonie de couronnement de la statue de la Vierge de Montaigu en 1872.

### Élévation au titre de basilique mineure

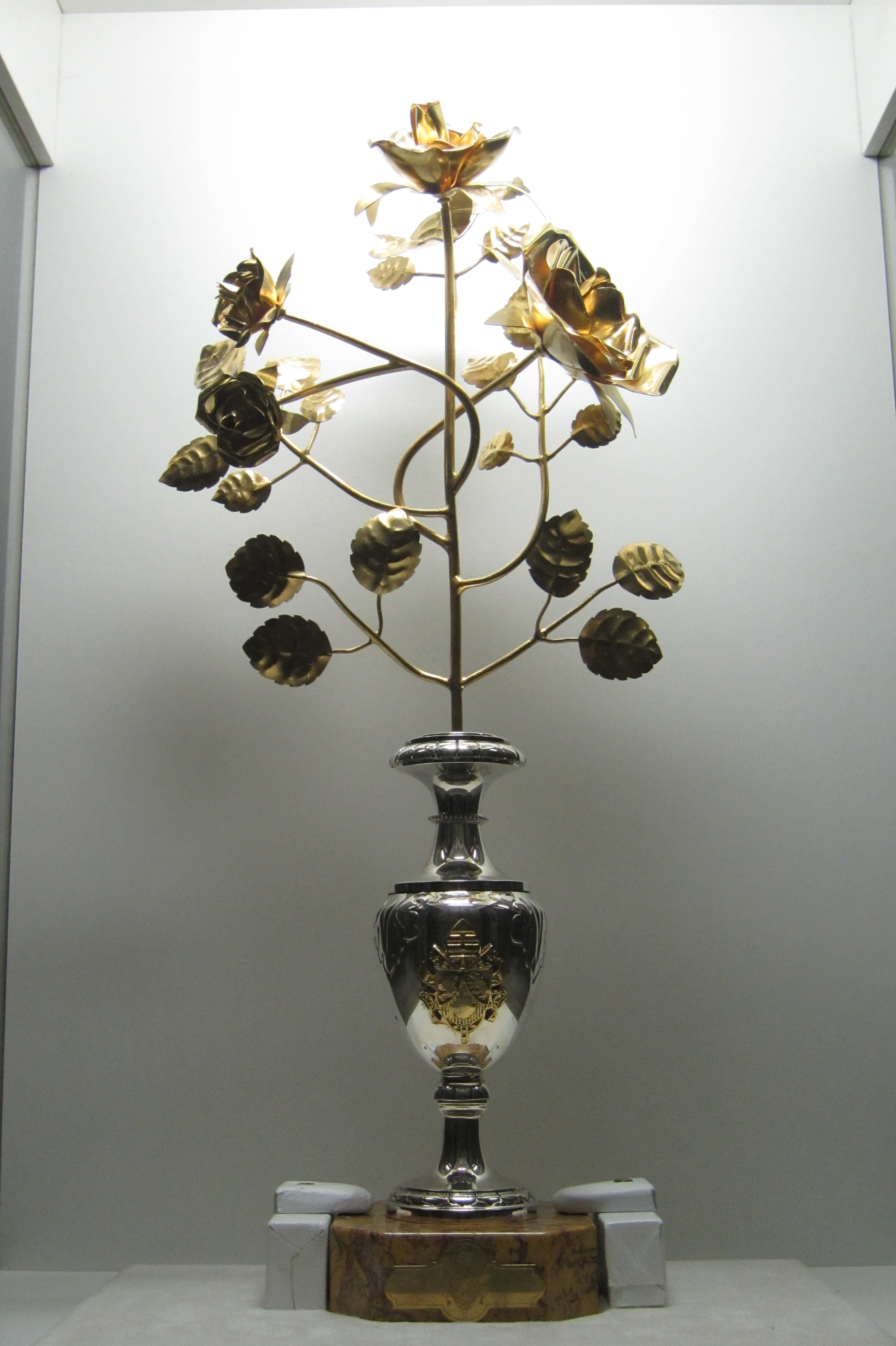
Rose d'or de la basilique.

En 1922, l’église obtient le titre de Basilique mineure ; elle reste depuis lors un des lieux de pèlerinages mariaux les plus fréquentés de Belgique. Le jour le plus important de l’année est le dimanche qui suit le Jour des Morts, le 2 novembre. La statue de Notre-Dame de Montaigu est portée en procession autour du sanctuaire et dans le cimetière où les fidèles ont allumé des cierges sur les tombes.
Le 2 février 2011, le pape Benoît XVI a offert une Rose d'or à la basilique ; elle a été présentée le 15 mai de la même année par le nonce apostolique (en) Giacinto Berloco.

## Architecture et décor de la basilique
La conception architecturale est de Wenceslas Cobergher : la basilique forme un heptagone sous un dôme, reposant sur sept colonnes ; le maître-autel se dresse à l'emplacement du chêne. Elle est entourée sur six côtés de chapelles ; le septième côté s'ouvre sur le vestibule flanqué de deux autres chapelles. Les chapelles latérales sont reliées à un déambulatoire, qui permet aux pèlerins de se promener sans entrer dans l'espace central. De l'autre côté du vestibule se dresse le clocher inachevé. Sous la tour et sur les murs extérieurs se trouvent sept autres autels. L'une des caractéristiques les plus frappantes de l'extérieur sont les centaines d'étoiles dorées à sept branches qui couvrent la surface du dôme.

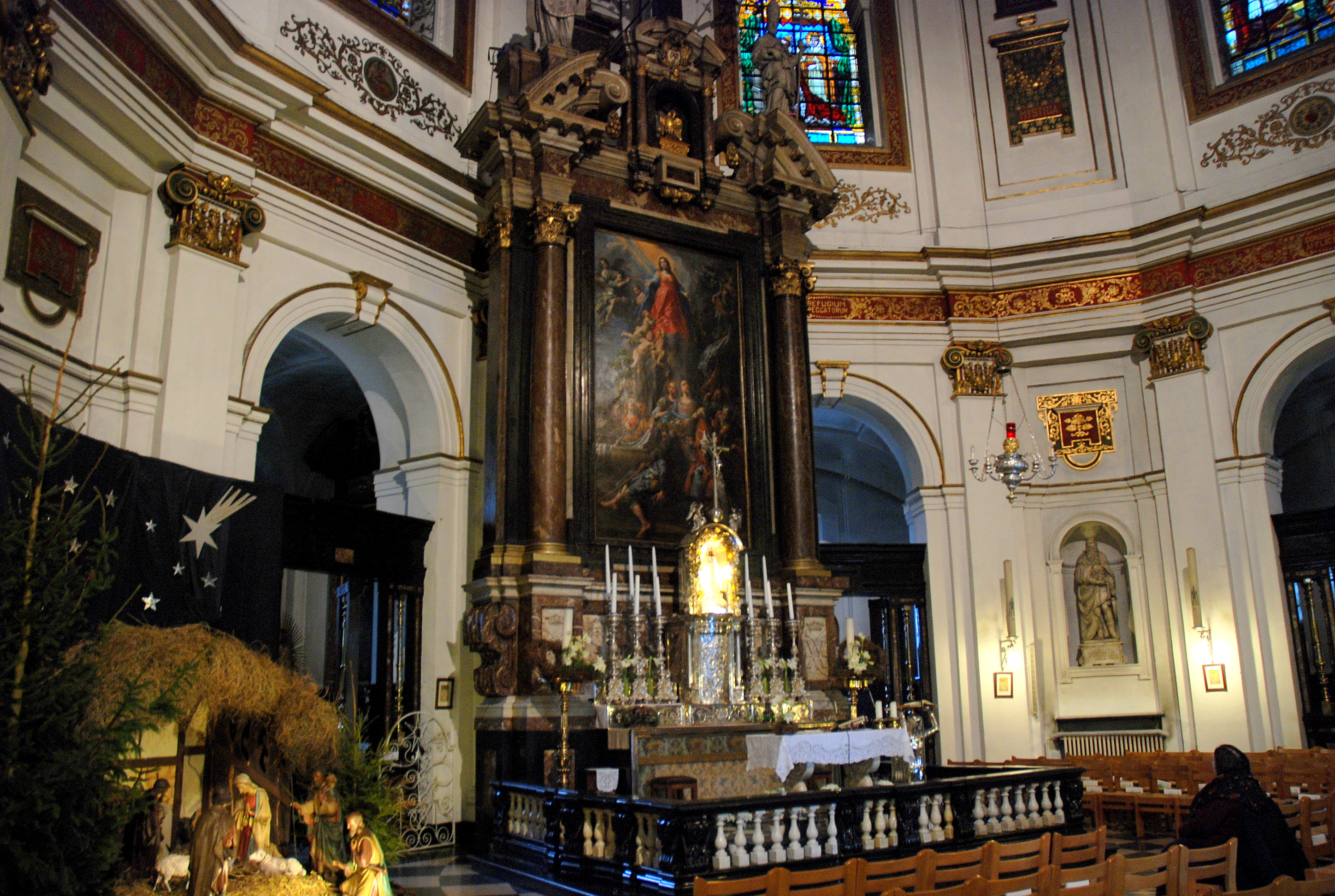
Intérieur de la basilique

La symbolique a une place importante dans la conception et le décor la basilique : au sol, le plan de l’édifice est une étoile à sept pointes, et sept avenues y conduisent. L’étoile, symbole apocalyptique de la Vierge Marie, est omniprésente, l’impressionnante coupole en est parsemée: 298 étoiles, toutes à sept pointes. À l’intérieur et d’autres manières la même symbolique du chiffre biblique 7 est présente (expression de la plénitude ou achèvement). Jésus est introduit par six grandes figures de l’Ancien Testament : Moïse, Isaïe, Ézéchiel, David, Jérémie et Daniel. Marie, septième figure, est l’introduction ultime du Sauveur.
L'autel principal et les six autels latéraux sont décorés de retables de Théodore van Loon, consacrés à la vie de la Vierge ; sur les autels latéraux, figurent : Rencontre à la Porte Dorée, Naissance de la Vierge, Présentation au Temple, Annonciation, Visitation, Présentation de Jésus au Temple ; le retable du maître-autel représente l'Assomption de la Vierge ; d'autres tableaux ornent la basilique, dont une Lamentation du Christ due à Théodore van Loon.

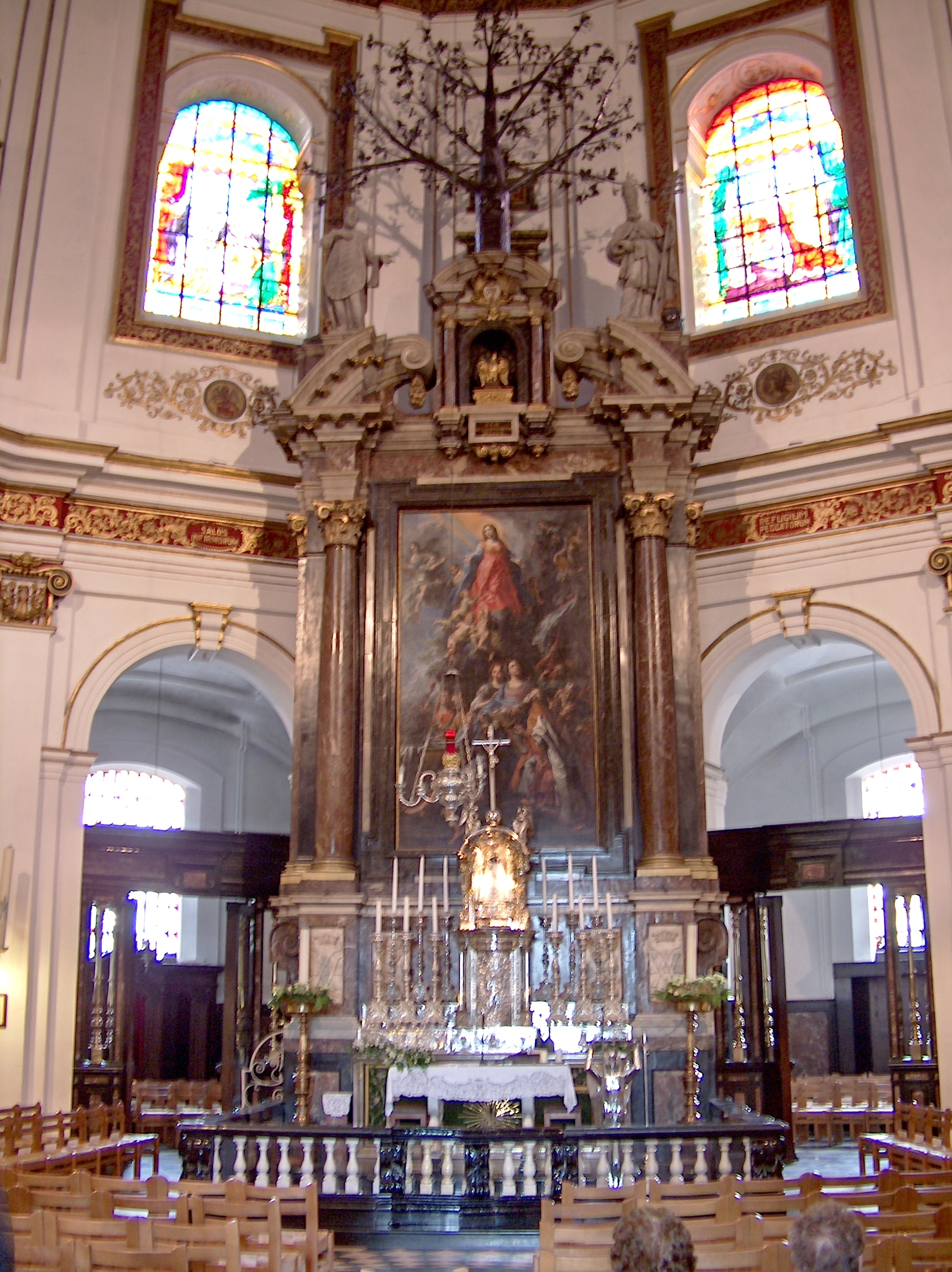
Le maître-autel avec L'Assomption de la Vierge de Théodore van Loon

La statuaire est due aux frères De Nole, Robert et Jean : six statues de prophètes sur les colonnes de l'espace central de la basilique, quatre évangélistes assis dans le vestibule, ainsi que deux archanges flanquant l'entrée principale,.

## Diffusion du culte de Notre-Dame de Montaigu en Europe
Avant même l'approbation officielle du culte de Notre-Dame de Montaigu en 1604, les pèlerins emportaient avec eux des morceaux de chêne comme souvenirs pieux. À la suite de l'approbation, l'archevêque Hovius ordonna d'abattre l'arbre et de le diviser : plusieurs morceaux sont restés au sanctuaire ; un autre a été donné à Albert et Isabelle ; les autres ont été utilisés pour fabriquer des images de la Vierge Marie et ont été distribués en cadeaux aux princes, aux nobles et au clergé, ce qui a contribué à diffuser ce culte marial.
Certains lieux de culte sont étroitement associés au culte de Notre-Dame de Montaigu.
- en Belgique : 
  - Près de leur château de Mariemont, Albert et Isabelle ont fondé le prieuré de Montaigu dans l'actuelle commune de Morlanwelz[11].
  - la chapelle Notre-Dame de Montaigu est construite en 1615-1616 dans l'enceinte de l'abbaye cistercienne de Villers à Villers-la-Ville par l'abbé Robert Henrion pour abriter une statue de Notre-Dame de Montaigu, reçue de Jean van Malderen, évêque d'Anvers ; la chapelle devient rapidement un lieu de pèlerinage attirant des malades atteints de fièvres diverses. La chapelle comme l'abbaye, supprimées lors de la Révolution française, sont à l'état de ruines ; la statue a été transférée à l'église paroissiale de Villers[12],[13].

- En Franche-Comté, plusieurs lieux sont associés à ce culte[14] :  
  - À Gray, une statue de la Vierge taillée dans le bois du chêne de Montaigu, offerte en 1615 par Rose de Bauffremont, épouse du gouverneur de Gray Jérôme d'Achey, devient l'objet d'une dévotion régionale sous le nom de Notre-Dame de Gray[15],[16].
  - Philippe Chifflet, prieur de Bellefontaine, obtient en 1629 pour le prieuré, par l'entremise de Henry du Puict, chapelain et historiographe de l’archiduchesse Isabelle, une statuette de la Vierge taillée dans le chêne de Montaigu[17] ; elle attire de nombreux pèlerins et en 1630, les habitants de la paroisse se placent sous la protection de la Vierge de Bellefontaine, pour être protégés de la peste. En 1925, la statue a été transférée dans l'église de Pin.
  - Près d'Ornans, la chapelle Notre-Dame-des-Malades reçoit vers 1608 en don de l'archiduc Albert une statue de la Vierge sculptée dans le bois de Montaigu ; un culte s'y développe. En 1793, la statue avec la châsse d'argent qui la renferme est inscrite sur la liste des biens nationaux à vendre ; mise à l'abri, elle est conservée dans l'église Saint-Laurent d'Ornans, dans une châsse en bois.

- En Lorraine, un ermitage est fondé en 1608 par Raphaël Hanzelin à Laneuveville-devant-Nancy près de Nancy pour abriter une statue de Notre-Dame de Montaigu ; une chapelle lui succède, bénite en 1625. En 1793, la statue est détruite, la chapelle pillée et dévastée[18],[19].

- En Provence, en 1635 une apparition de la Vierge de Montaigu à une femme de la commune de Bargemon, guérie miraculeusement de sa maladie, a donné lieu à la création d'un sanctuaire consacré à Notre-Dame de Bargemon.

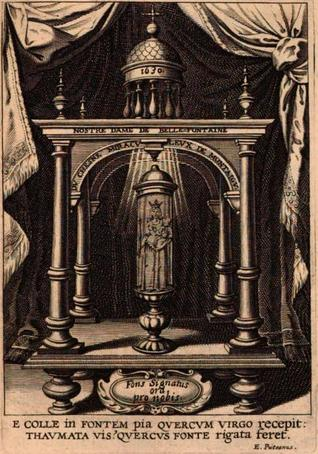
Gravure représentant la Vierge de Montaigu, dans : Philippe Chifflet, Histoire du prieuré Nostre Dame de Bellefontaine au comté de Bourgogne,1631, p. 11.